# بيدرو غوميز دي دون بينيتو إراولا
بيدرو غوميز دي دون بينيتو إراولا (بالإسبانية: Pedro Gómez de Don Benito)‏ هو مستكشف إسباني، ولد في 1492 في دون بينيتو في إسبانيا، وتوفي في 1597 في تشيلي.